# David Moberg Karlsson
David Moberg Karlsson, född 20 mars 1994 i Mariestad, är en svensk fotbollsspelare (ytter).

## Klubbkarriär
Moberg Karlsson började spela fotboll i sin moderklubb Björsäters IF, en mindre klubb hemmahörande i Mariestads kommun i Västergötland. 2011 anslöt han till IFK Göteborgs ungdomstrupp och gjorde sin allsvenska debut med A-laget den 26 september 2011 mot Djurgårdens IF. Han blev officiellt uppflyttad till A-lagstruppen inför säsongen 2012.
Den 14 maj 2012 gjorde Moberg Karlsson sin första match från start och tog även sitt första allsvenska poäng då han spelade fram till Robin Söder som gjorde 1–0 mot Malmö FF på Gamla Ullevi. Matchen slutade 2–2.
Den 17 maj 2012 lät IFK Göteborg meddela på sin hemsida att Moberg Karlsson skrivit på ett A-lagskontrakt med klubben som sträcker sig över 2016. Han gjorde sitt första allsvenska mål den 7 april 2013 i en match mot Brommapojkarna.
I juni 2013 lämnade han IFK Göteborg för den engelska klubben Sunderland, vilka han skrev på ett fyraårskontrakt med. Den 31 januari 2014 lånades DMK ut till skotska Kilmarnock för resten av säsongen. Han debuterade för klubben den 1 mars 2014 mot St. Mirren. DMK blev inbytt i den 73:e minuten mot Chris Johnston i en match som Kilmarnock förlorade med 2–0.
I augusti 2014 lämnade han Sunderland och skrev på ett fyraårskontrakt med FC Nordsjælland.
Den 10 december 2018 värvades Moberg Karlsson av tjeckiska Sparta Prag, där han skrev på ett 3,5-årskontrakt. Den 30 december 2021 värvades Moberg Karlsson av japanska Urawa Red Diamonds. Den 19 juli 2023 lånades han ut till grekiska Aris på ett säsongslån. I juli 2024 kom Moberg Karlsson och Urawa Red Diamonds överens om att bryta hans kontrakt i förtid.

## Landslagskarriär
Den 8 januari 2017 debuterade Moberg Karlsson i Sveriges A-landslag i en 2–1-förlust mot Elfenbenskusten, där han blev inbytt i den 62:a minuten mot Niklas Bärkroth.